# Daniel Burbank
Daniel Christopher Burbank (Manchester, 27 luglio 1961) è un ex astronauta statunitense.
Burbank è un capitano della Guardia Costiera degli Stati Uniti d'America. È il secondo astronauta della Guardia Costiera dopo Bruce Melnick.
Ha studiato presso l'accademia della Guardia Costiera. Nel 1987 ha concluso la scuola di volo diventando un istruttore per piloti. Nel 1990 ha conseguito un master in scienze aeronautiche dall'Università Aeronautica Embry-Riddle. È stato scelto dalla NASA come astronauta nel 1996, è stato qualificato come specialista di missione ed ha volato con le missioni dello Shuttle STS-106 del 2000 ed STS-115 del 2006. In quest'ultima Burbank ha compiuto la sua prima passeggiata spaziale della durata di circa 7 ore con lo scopo di attivare dei pannelli solari della Stazione spaziale internazionale.
Il 14 novembre 2011 è stato lanciato dal Cosmodromo di Baikonur con i colleghi Anton Shkaplerov e Anatoli Ivanishin a bordo della Sojuz TMA-22 verso la Stazione Spaziale come ingegnere di volo dell'Expedition 29 e comandante dell'Expedition 30. Dopo 165 giorni nello spazio, Burbank è atterrato il 27 aprile 2012 nelle steppe del Kazakistan.